# Урюпінськ
Урюпінськ (рос. Урюпинск) — місто в Росії, адміністративний центр Урюпінського району Волгоградської області (не входить до складу району). Розташований за 340 км на північний захід від Волгограду, на лівому березі річки Хопер. У місті є тупикова залізнична станція Урюпіно.
Населення (за підсумками Всеросійського перепису населення 2010 року) — 41 594 особи.
Урюпінськ в пресі та літературі нерідко називають «Столицею російської провінції».

## Походження назви міста
Існує кілька версій походження назви міста: По одній — назва походить від «у руба», що означає «у крутого обриву (річки)».
За другою — назва пов'язана з татарським князем Урюпом, який під час поєдинку з Єрмаком загруз у болоті в цих місцях і був полонений.
За третьою версією назва пов'язана зі словом урюпа, що означає в тлумачному словнику живої мови В. І. Даля «нечупара, нехлюй». Це слово могло відноситися до дикої, болотистої місцевості.
Проте, одночасно назва міста часто вживається як символ «глибинки», провінційного містечка з простодушними жителями. Таке значення з'явилося завдяки фільму «Доля людини» за оповіданням Шолохова, де дія відбувається в цьому місті. У 2005 році в місті відкрито пам'ятник героям даної книги, який розташований на вул. Дзержинського.

## Клімат
| Клімат Урюпінська       | Клімат Урюпінська | Клімат Урюпінська | Клімат Урюпінська | Клімат Урюпінська | Клімат Урюпінська | Клімат Урюпінська | Клімат Урюпінська | Клімат Урюпінська | Клімат Урюпінська | Клімат Урюпінська | Клімат Урюпінська | Клімат Урюпінська | Клімат Урюпінська |
| Показник                | Січ.              | Лют.              | Бер.              | Квіт.             | Трав.             | Черв.             | Лип.              | Серп.             | Вер.              | Жовт.             | Лист.             | Груд.             | Рік               |
| Середня температура, °C | −7,1              | −7,9              | −2,4              | 7,5               | 14,9              | 19,0              | 20,7              | 19,4              | 13,6              | 6,9               | −1,2              | −5,7              | 6,7               |
| ----------------------- | ----------------- | ----------------- | ----------------- | ----------------- | ----------------- | ----------------- | ----------------- | ----------------- | ----------------- | ----------------- | ----------------- | ----------------- | ----------------- |
| Джерело: Клімат в світі |                   |                   |                   |                   |                   |                   |                   |                   |                   |                   |                   |                   |                   |

## Населення
В цій таблиці показане населення Урюпінська за результатами переписів Російської імперії, Радянського Союзу та Російської Федерації
| Рік                  | 1897 | 1931 | 1959 | 1967 | 1970 | 1979 | 1989 | 1992 | 1996 | 1998 | 2000 | 2001 | 2003 | 2005 | 2006 | 2007 | 2008 | 2010 | 2011 | 2012 |
| Населення, тис. осіб | 11.3 | 17.3 | 31.5 | 35.0 | 38.2 | 40.2 | 43.0 | 43.7 | 44.2 | 43.6 | 42.4 | 41.9 | 42.0 | 41.4 | 41.1 | 40.7 | 40.4 | 39.8 | 41.6 | 40.8 |

## Економіка
На частину промисловості за обсягом відвантажених товарів власного виробництва, робіт та послуг припадає 87 % всіх вироблених в міському окрузі товарів (робіт, послуг).
На 1 квітня 2013 р. За даними Волгоградстата, промисловими видами діяльності займаються 47 організацій, з них виробництвом та розподілом електроенергії, газу та води — 9 організацій, до обробних виробництв відносяться 38 організацій.
Адміністрацією міського округу проводиться моніторинг 10 наступних підприємств:

ВАТ «Урюпинський крановий завод»

- Великі: ВАТ «Урюпінський олійноекстракційний завод», ВАТ «Урюпінський крановий завод»;
- Середні: ВАТ «Хоперська упаковка», ТОВ «Урюпінський трикотаж», ТОВ «Булочно-кондитерський комбінат Урюпінський», ТОВ «Гарант»;
- Малі: ТОВ «Завод Агромаш», ТОВ «УКЗ»;
- Муніципальні унітарні підприємства: МУП «Теплові мережі», МУП «Водопровідно-каналізаційне господарство».

Найменування продукції, що випускається: комбіновані матеріали, крани опорні й підвісні однобалочні, крани козлові та напівкозлові електричні, талі електричні вантажопідйомністю 3,2, 5, 10 тонн, автонавантажувачі, зерносортувальні машини, трикотажні вироби, рибна та ковбасна продукція, кондитерські та хлібобулочні вироби, олія соняшникова, теплова енергія.
За січень-березень 2013 року обсяг відвантажених товарів (робіт, послуг) у промисловості становив 799,95 млн рублів, що на 3,1 % у фактичних цінах менше рівня відповідного періоду минулого року, в тому числі в обробних виробництвах відбулося скорочення на 5,5 %, у виробництві та розподілі електроенергії, газу та води зростання склало 13,5 %.
За січень-березень 2013 року середньооблікова чисельність працівників великих та середніх промислових підприємств склала 2656 осіб або 102,2 % до відповідного періоду 2012 року.
Темп зростання середньомісячної заробітної плати працівників, зайнятих в обробних виробництвах, в 1 кварталі 2013 року склав 100,1 % до рівня відповідного періоду 2012 року, працівників, зайнятих виробництвом та розподілом електроенергії, газу та води — 109,7 %.
Інвестиції в основний капітал за січень-березень 2013 року склали 25,5 млн рублів, що в 7,1 раза у фактичних цінах більше відповідного періоду 2012 року. Частка власних коштів у загальному обсязі інвестицій склала 81,8 %, залучених — 18,2 %.
У 1 кварталі 2013 року в місті побудовані житлові будинки загальною площею 2036 кв. метрів, або 56,1 % до січня-березня 2012 року.
Обсяг робіт, виконаних організаціями міста (без суб'єктів малого підприємництва) за видом діяльності «Будівництво», за січень-березень 2013 року на 25,5 % менше, ніж за відповідний період 2012 року.

### Споживчий ринок
За січень-березень 2013 року оборот роздрібної торгівлі великих та середніх організацій міста склався в обсязі 329,1 млн рублів, що на 13,6 % у фактичних цінах більше відповідного періоду 2012 року, у порівнянних цінах зростання склало 7,7 %.
У структурі обороту роздрібної торгівлі за січень-березень 2013 питома вага харчових продуктів, включаючи напої, та тютюнові вироби склав 42,9 %, непродовольчих товарів — 57,1 %.
За 1 квартал 2013 року оборот громадського харчування по великих та середніх організаціях міста склав 0,7 млн рублів, що становить 82,9 % у фактичних цінах до відповідного періоду 2012 року.
В 1 кварталі 2013 року організаціями м. Урюпінська надано платних послуг населенню на суму 269,7 млн рублів, що у фактичних цінах на 9,4 % більше, ніж у січні-березні 2012 року, у порівнянних цінах зростання склало 0,7 % . Найбільша частка в обсязі платних послуг припадає на комунальні послуги (79,7 %), зростання у фактичних цінах склав 10 % до відповідного періоду минулого року. Зросли на 10,3 % в порівнянні з 1 кварталі 2012 року житлові послуги, на 13,3 % — послуги системи освіти. Обсяг платних послуг організацій на душу населення склав 6,7 тис. рублів.

### Рівень життя населення Урюпінська
Середньомісячна заробітна плата працівників великих та середніх підприємств і організацій м. Урюпінська в січні-березні 2013 року зросла на 9,3 % порівняно з 1 кварталом 2012 року і склала 15449 рублів.
За видами економічної діяльності середньомісячна заробітна плата по місту склалася таким чином: виробництво та розподілення електроенергії, газу та води — 20709 руб. (109,7 % до відповідного періоду 2012 року), обробні виробництва — 13913 руб. (100,1 %), будівництво — 12704 руб. (128,0 %), освіта — 12697 руб. (108,8 %), транспорт і зв'язок — 12649 руб. (112,9 %), оптова та роздрібна торгівля — 13263 руб. (120,6 %), охорона здоров'я та надання соціальних послуг — 11216 руб. (106,6 %), готелі та ресторани — 8938 руб. (97,8 %).

### Демографія
Станом на 1 березня 2013 року чисельність населення міського округу склала 40011 осіб і зменшилася з початку року на 131 особу, або на 0,3 %. Демографічна ситуація у січні-лютому 2013 р. характеризувалася триваючим процесом природного зменшення населення. Коефіцієнт смертності становив 18,5 осіб на 1 тисячу населення, коефіцієнт народжуваності — 8,4. У порівнянні з відповідним період 2012 р. число народжених знизилося на 21,9 %, кількість померлих зросла на 10,6 %. Число померлих перевищило кількість народжених у 2,2 раза. Міграційний спад населення склала 63 людини.
Кількість зареєстрованих шлюбів збільшилася на 45,0 %, кількість розлучень — на 23,3 %. На кожну 1000 шлюбів довелося 1276 розлучень проти 1500 у січні-лютому 2012 р.

### Підприємства Урюпінська

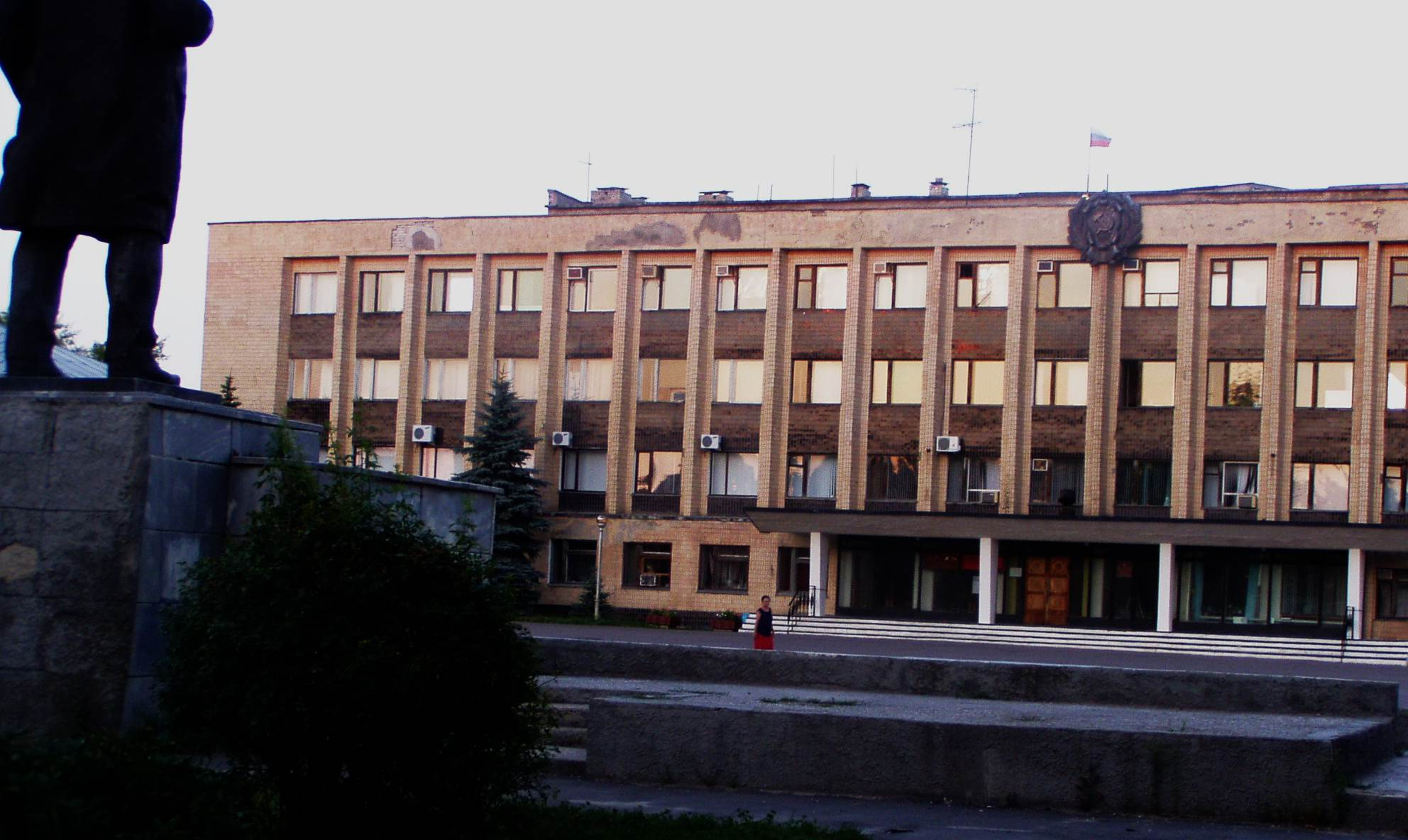
Будинок районної адміністрації

- ВАТ «Урюпінський олійноекстракційний завод»
- ВАТ «Урюпінський крановий завод»
- ВАТ «Хоперська упаковка»
- ТОВ «Хоперські вікна»
- ТОВ «Урюпінська трикотажна фабрика»
- ВАТ «Урюпінський елеватор»
- ТОВ «Паритет-Зернопродукт»
- ТОВ «Булочно-кондитерський комбінат»
- ТОВ «Урюпінський консервний завод»

## Відомі люди
- Артемов Георгій Калістратович — радянський художник.
- Джугашвілі Євген Якович — радянський вчений, онук І. В. Сталіна
- Попов Георгій Тимофійович — радянський військовий льотчик. Герой Радянського Союзу
- Філіппов Володимир Михайлович (нар. 12 квітня 1951) — ректор РУДН (1993—1998 і з 2005), академік Російської академії освіти, колишній міністр освіти Російської Федерації (30 вересня 1998—2004), професор.
- Штеменко Сергій Матвійович (1907—1976) — радянський військовий діяч, генерал армії; начальник ГРУ.
- Івакін Валентин Гаврилович (1930—2010) — радянський футболіст, воротар ЦСКА, Спартака та збірної СРСР.

## Пам'ятки
- Пам'ятник козі
- Святі гори
- Урюпінський краєзнавчий музей

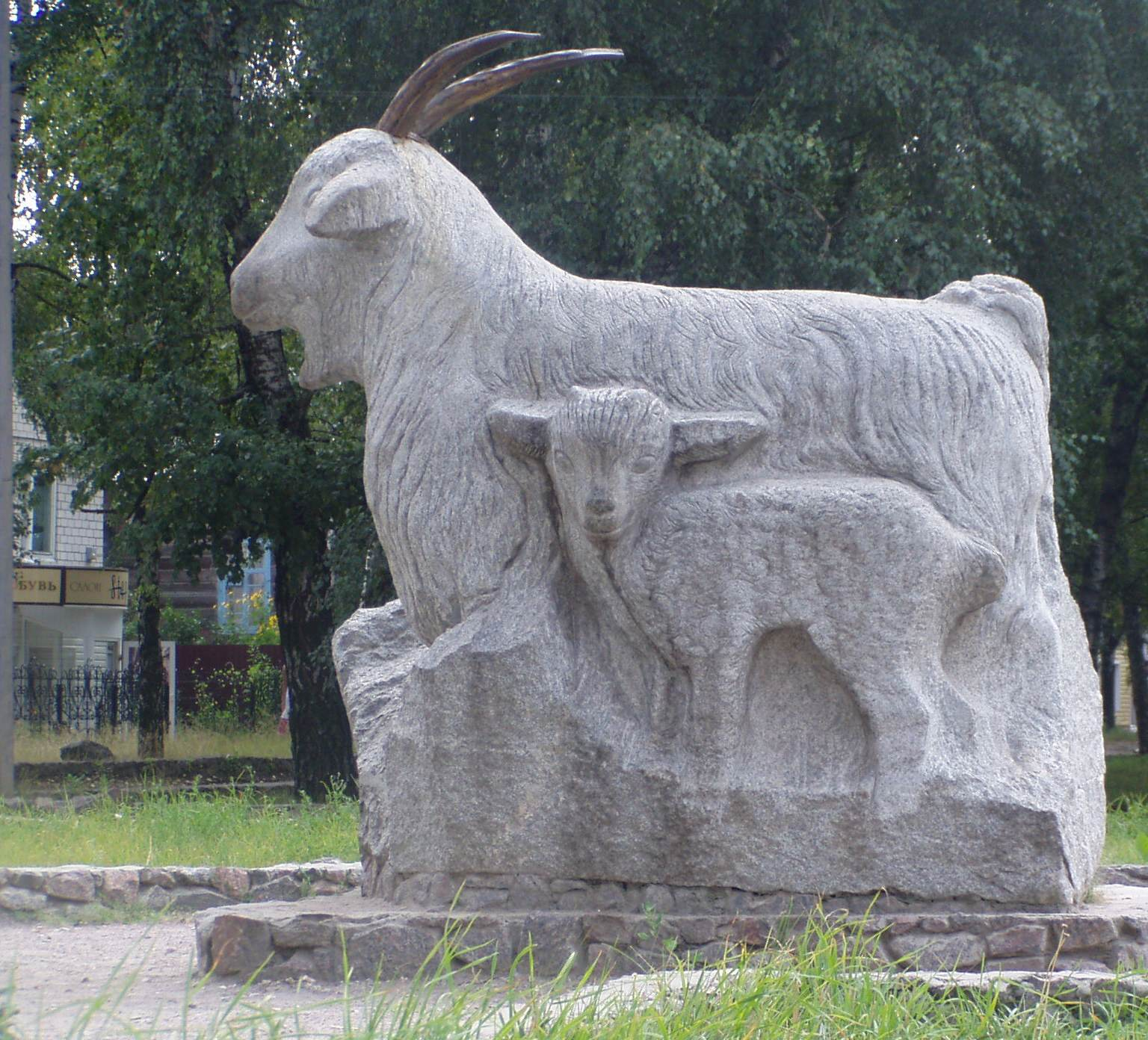
Пам'ятник козі в Урюпінську

- Пам'ятник героям твору Шолохова «Доля людини»
- Міський парк культури та відпочинку